# Ida Hedwig von Brockdorff
Ida Hedwig von Brockdorff (* 1. Oktober 1639; † 18. August 1713 in Uetersen) war eine deutsche Wohltäterin, Konventualin und Priorin des Klosters Uetersen.

## Leben

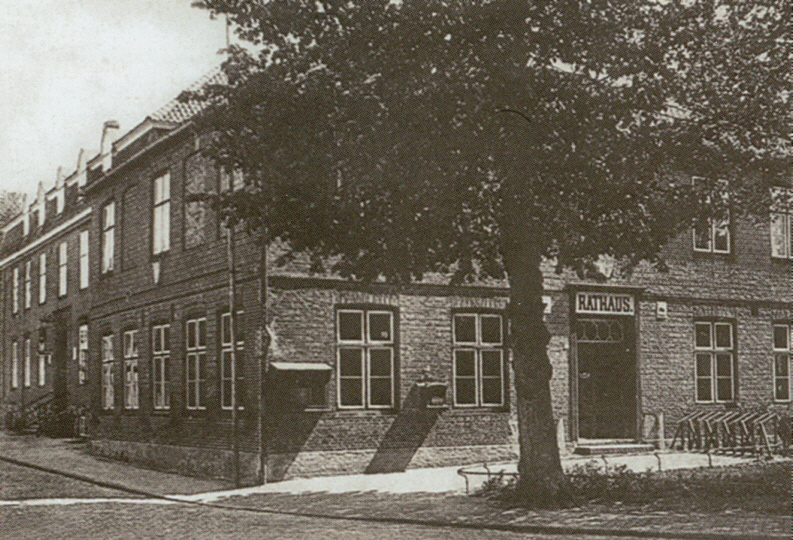
Die ehemalige Rektorschule, als erstes Rathaus um 1900

Ida Hedwig von Brockdorff entstammte dem dänisch-holsteinischen Adelsgeschlecht Brockdorff, das zu dem holsteinischen Uradel zählt. Ida Hedwig von Brockdorff war von 1709 bis 1713 Priorin des Klosters Uetersen. Sie war die Nachfolgerin von Metta von Schwaben (1636–1709) und wurde 1709 mit überwältigender Mehrheit zur Vorsteherin des Klosters gewählt. Noch als Konventualin nahm sie sich eines kleinen, etwa zehn Jahre alten Mädchens an, das nach einem Jahrmarkt in Uetersen, von fahrendem Volk zurückgelassen worden war, und ließ es am 23. September 1690 auf den Namen Gottliebin taufen. Laut Kirchenbuch war das Kind „eine geborene Türkin aus der Stadt Belgrad, der Vater hat geheißen Attales, die Mutter Salpe, ihr Türkenname ist gewesen Rede“. Patentanten wurden die beiden Konventualinnen Beate von der Wisch († 1693) und Margarethe Hedwig von Wackerbarth († um 1700). Als Priorin ließ Ida Hedwig von Brockdorff das junge Mädchen ausbilden und stellte es als Zofe ein.
Als Priorin stiftete sie dem Kloster ein heute bedeutendes Kulturdenkmal, eine Bibel, deren Buchdeckel aus Eichenholz besteht und mit Schweinsleder bezogen ist. Die aufgenagelten Beschläge sind hohle Reliefgüsse aus Silberblech und im Inneren befindet sich ein aufwändig gestalteter Namenszug der Stifterin, der heute noch gut sichtbar ist. Diese Bibel wurde im Mai 1789 wegen befürchteter Unruhe und Kriegsgefahr in Sicherheit gebracht und gelangte später wohlbehalten ins Kloster. In Kirchenbuch wurde vermerkt:„Eine Bibel mit silber Beschlag... Wohlbehalten wieder zurückgekommen, vermacht von Priörin von Brocktorff“. Heute befindet sich die Bibel im Landesmuseum im Schloss Gottorf.
Ida Hedwig von Brockdorff hinterließ der Nachwelt ein weiteres bedeutendes Vermächtnis. Am 21. April 1712 verfasste sie ihr Testament mit der Verfügung: „...von den wenigen Mitteln, die mir der Höchste geschenkt, so viel mir entbehrlich zu geben ... nämlich 650 Reichshaler zur Aufrichtung einer neuen Schule. Das Gebäude sollte sein ein bequemes Haus, darin die Schüler beständig gehalten werden, welches.... möglichst nahe an der Kirche gelegen sein sollte.“ Die spätere „Rektorschule“ hatte im ganzen Land einen so hervorragenden Ruf, dass Schüler wie Johannes Rehmke oder die Neffen von Helmuth Karl Bernhard von Moltke sie besuchten. Diese Schule wurde später durch ein Rektorat ersetzt, das 1871 Uetersens erstes Rathaus wurde und 1982 zugunsten eines in das historische Gebäudeensemble der Altstadt eingefügten Neubaus abgerissen wurde.
Ida Hedwig von Brockdorff verstarb am 18. August 1713 im Kloster Uetersen und wurde auf dem „Jungfernfriedhof“ beigesetzt. Ihr Begräbnis ist ein halb eingegrabener trapezförmiger Sandsteinsarkophag, den sie sich bereits zu Lebzeiten anfertigen ließ. Ihr Stiefbruder Christian Albrecht von Brockdorff übernahm und bezahlte die Beerdigung, vergaß aber, Ida Hedwigs Todesdatum vom Steinmetz nachtragen zu lassen.